# Camp de concentration de Rab
Le camp de concentration de Rab (dénommé à l'époque en italien : Campo di concentramento per internati civili di Guerra – Arbe)  a été créé pendant la Seconde Guerre mondiale en juillet 1942, lorsque les Italiens ont construit sur l'île de Rab (actuelle Croatie), près du village de Kampor, un camp de concentration pour détenir les opposants à l'occupation italienne des Balkans. Le camp fut démoli après la capitulation italienne en septembre 1943.
Le camp pouvait accueillir 10 000 prisonniers, principalement des Slovènes, des Croates et des Juifs répartis dans différents départements. Environ 1 200 prisonniers sont morts de faim ou à cause des conditions météorologiques extrêmes en hiver et en été. Par la suite, environ 800 prisonniers de Rab moururent lorsqu'ils furent transférés vers d'autres camps de concentration italiens comme Gonars et Padoue, en Italie.
Les conditions de vie et sanitaires y étaient notoirement exécrables.
En septembre 1943, des prisonniers organisent un soulèvement, les soldats italiens sont désarmés. C'est le seul exemple de libération d'un camp de concentration pendant la Seconde Guerre mondiale sans faire de victimes. Les prisonniers insurgés, craignant l'arrivée des oustachis pro-nazis casernés à 40 km, forment le Rab battalion ou brigade Rab, qui rejoint les Partisans de Tito et la lutte contre les Allemands.
En 1953, un site commémoratif a été construit selon le plan de l'architecte Edvard Ravnikar. Ironiquement, les constructeurs étaient des prisonniers du régime soviétique sur l'île voisine de Goli Otok.
En raison de la propagande fasciste pendant la guerre, on sait peu de choses sur ces camps. En 2003, le Premier ministre italien Silvio Berlusconi a même déclaré que pendant le fascisme, il n'y avait pas de camps de concentration italiens, mais « seulement des vacances forcées » pour les opposants au régime.

## Prisonniers notables
- Thea Altaras (1924–2004)
- Alfred Pal